# フレドリック・ジェイムソン
フレドリック・ジェイムスン（Fredric Jameson、1934年4月14日 - 2024年9月22日）は、アメリカ合衆国の思想家・フランス文学研究者。マルクス主義文芸批評を展開している。

## 経歴
1934年、アメリカ合衆国オハイオ州クリーブランド生まれ。イェール大学でアウエルバッハの指導を受け学位を取得。その後、いくつかの大学を経て、デューク大学で講義をおこなっていた。
2024年9月22日に死去。90歳没。

## 研究内容・業績
主にデリダなどのポストモダニズム的な論調を示す現代思想、ないし「フォト・リアリズム」や「批判的地域主義」といったポストモダンアートを徹底的に批判していることで知られる。「フォトリアリズム」については1979年に「Social Text」誌に発表されたエッセイ「三人の現代画家のリビドー経済に向かって」（ Towards a Libidinal Economy of Three Modern Painters ）で批判を行った。
初期著作ではジャン＝ポール・サルトルの再評価を行なうが、近年ではアドルノやホルクハイマーの影響も深く、しばしばベンヤミンの批評との類似性が指摘される。しかし、一貫して流れている思想はカール・マルクスの影響である。柄谷行人の『日本近代文学の起源』が英訳された際に、序文を書いた。2008年ホルベア賞受賞。

## 著作

### 単著
- Sartre: the Origins of a Style, (Yale University Press, 1961).
  - 三宅芳夫・太田晋・谷岡健彦・松本徹臣・水溜真由美・近藤弘幸訳『サルトル――回帰する唯物論』（論創社, 1999年）
- Marxism and Form: Twentieth-century Dialectical Theories of Literature, (Princeton University Press, 1971).
  - 荒川幾男・今村仁司・飯田年穂訳『弁証法的批評の冒険――マルクス主義と形式』（晶文社, 1980年）
- The Prison-house of Language: A Critical Account of Structuralism and Russian Formalis, (Princeton University Press, 1972).
  - 川口喬一訳『言語の牢獄――構造主義とロシア・フォルマリズム』（法政大学出版局, 1988年）
- Fables of Aggression: Wyndham Lewis, the Modernist as Fascist, (University of California Press, 1979).
- The Political Unconscious: Narrative as a Socially Symbolic Act, (Cornell University Press, 1981).
  - 大橋洋一・木村茂雄・太田耕人訳『政治的無意識――社会的象徴行為としての物語』（平凡社, 1989年／平凡社ライブラリー, 2010年）
- The Ideologies of Theory: Essays 1971-1986, 2 vols., (Routledge, 1988). ; 1 vol. edition with additional essays, (Verso. 2009). 1988年の旧版では17本の論文、2009年の増補版では29本の論文が収録されている。
  - 鈴木聡・篠崎実・後藤和彦訳『のちに生まれる者へ――ポストモダニズム批判への途1971-1986』（紀伊國屋書店, 1993年） 邦訳は部分訳であり、17本の論文のうち9本を訳出している。
- Signatures of the Visible, (Routledge, 1990).
  - 椎名美智・武田ちあき・末廣幹訳『目に見えるものの署名――ジェイムソン映画論』（法政大学出版局, 2015年）
- Late Marxism: Adorno, or, the Persistence of the Dialectic, (Verso, 1990).
  - 加藤雅之・大河内昌・箭川修・齋藤靖訳『アドルノ 後期マルクス主義と弁証法』（論創社, 2013年）
- Postmodernism, or, the Cultural Logic of Late Capitalism, (Verso, 1991).
- The Geopolitical Aesthetic: Cinema and Space in the World System, (Indiana University Press, 1992).
- Theory of Culture, (Rikkyo University, 1994).
  - 後藤昭次訳『文学＝イメージの変容　Theory of Culture: Rikkyo Lectures』（世識書房、2000年） 1993年5-6月の立教大学での講義を元にしている。
- The Seeds of Time, (Columbia University Press, 1994).
  - 松浦俊輔・小野木明恵訳『時間の種子――ポストモダンと冷戦以後のユートピア』（青土社, 1998年） 1991年カルフォルニア大アーヴァイン校のウェレックライブラリーレクチャーシリーズでの講義を元にしている。
- Brecht and Method, (Verso, 1998).
  - 大橋洋一・河野真太郎・横田保恵訳「ブレヒトと方法」（『舞台芸術』01号、02号、03号、07号、08号、09号、10号、月曜社, 2002-2006年。全20章のうち、プロローグ3章とエピローグ3章を除く14章が訳出されている）
- The Cultural Turn: Selected Writings on the Postmodern, 1983-1998, (Verso, 1998).
  - 合庭惇・河野真太郎・秦邦生訳『カルチュラル・ターン』（作品社, 2006年）
- A Singular Modernity: Essay on the Ontology of the Present, (Verso, 2002).
  - 久我和巳・斉藤悦子・滝沢正彦訳『近代という不思議――現在の存在論についての試論』（こぶし書房, 2005年）
- Archaeologies of the Future: the desire called utopia andother science fictions, (Verso, 2007).
  - 秦邦生訳『未来の考古学 第一部 ユートピアという名の欲望』（作品社, 2011年）
  - 秦邦生・河野真太郎・大貫隆史訳『未来の考古学 第二部 思想の達しうる限り』（作品社, 2012年）
- The Modernist papers, (Verso, 2007).
- Jameson on Jameson: Conversations on Cultural Marxism, Ed. Ian Buchananm, (Durham, NC: Duke University Press. 2007). 1982-95年にまたがる9本のインタヴューと最新インタヴューを収録。
- Valences of the dialectic, (Verso, 2009).
- The Hegel Variations: on the Phenomenology of spirit, (Verso, 2010).
  - 長原豊訳『ヘーゲル変奏――『精神の現象学』をめぐる11章』（青土社, 2011年）
- Representing Capital: a commentary on volume one, (Verso, 2011). 
  - 野尻英一訳『21世紀に、資本論をいかによむべきか?』（作品社, 2015年）
- The Antinomies of Realism, (Verso, 2013).
- The Ancients and the Postmoderns: On the Historicity of Forms, (London & New York: Verso. 2015).
- An American Utopia: Dual Power and the Universal Army, Ed. Slavoj Žižek, (London and New York: Verso. 2016).
  - 田尻芳樹・小澤央訳『アメリカのユートピア――二重権力と国民皆兵制』（書肆心水, 2018）
- Raymond Chandler: The Detections of Totality, (London and New York: Verso, 2016).
- Allegory and Ideology, (London and New York: Verso, 2019).
- The Benjamin Files, (London and New York: Verso, 2020).

### 共著
- Nationalism, Colonialism, and Literature, with Terry Eagleton and Edward W. Said, (University of Minnesota Press, 1990).
  - 増渕正史・安藤勝夫・大友義勝訳『民族主義・植民地主義と文学』（法政大学出版局, 1996年）

### 共編著
- The Cultures of Globalization, co-edited with Masao Miyoshi, (Duke University Press, 1998).

### 序文
- “Preface” to Olivier Gloag, Oublier Camus (La Fabrique, 2023)

- - 「まえがき」、オリヴィエ・グローグ著『カミュ　ふたつの顔』（木岡さい訳, 青土社, 2025年, pp.7-11）

### 二次文献
- William C. Dowling, Jameson, Althusser, Marx: an Introduction to the Political Unconscious, (Ithaca: Cornell University Press, 1984).
  - ウィリアム・C・ダウリング、辻麻子訳『ジェイムスン、アルチュセール、マルクス 『政治的無意識』入門講座』（未來社「ポイエーシス叢書, 1993年）
- Jameson/Postmodernism/Critique, Ed. Douglas Kellner, (Washington, DC: Maisonneuve Press, 1989).
- Perry Anderson, The Origins of Postmodernity, (London and New York: Verso, 1998).
  - ペリー・アンダーソン、角田史幸・浅見政江・田中人訳『ポストモダニティの起源』（こぶし書房, 2002年）
- Sean Homer, Fredric Jameson: Marxism, Hermeneutics, Postmodernism (Oxford: Blackwell, 1998)
- Adam Roberts, Fredric Jameson, (New York: Routledge, 2000).
- The Jameson Reader, Ed. Michael Hardt and Kathi Weeks, (Oxford: Blackwell, 2000).
- On Jameson: From Postmodernism to Globalization, Ed. Caren Irr and Ian Buchanan, (Albany: State University of New York Press, 2005).
- Ian Buchanan, Fredric Jameson: Live Theory, (London and New York: Continuum, 2006).
- Robert T. Tally, Fredric Jameson: The Project of Dialectical Criticism, (London: Pluto, 2014).
- Clint Burnham, Fredric Jameson and the Wolf of Wall Street, (Bloomsbury USA Academic, 2016).